# Blade Runner (álbum)
Blade Runner es la banda sonora del film homónimo de Ridley Scott estrenado en 1982, compuesta e interpretada por Vangelis y lanzada en 1994 por EastWest. Ha sido descrita como una combinación melódica y oscura que emplea tanto elementos clásicos como sintetizadores futuristas, haciendo uso de géneros como música electrónica, ambient o new age para construir el paisaje sonoro del retrofuturo noir que Scott imaginó en Los Ángeles de 2019. Aunque tuvo buena acogida por parte del público y la crítica, siendo nominada en 1983 al premio BAFTA y al Globo de Oro como mejor banda sonora original, su lanzamiento oficial se retrasó más de una década. Es considerada una pieza de gran importancia en el género de la música electrónica, una de las bandas sonoras más influyentes, y uno de los pilares de la reputación del film.

## Grabación
Vangelis fue el compositor escogido para componer la banda sonora de la película Blade Runner de Ridley Scott, que sería estrenada en 1982. Vangelis, que sería galardonado con el Óscar por Chariots of Fire durante la grabación, compuso y ejecutó la música con sintetizadores en casi su totalidad, siendo el más empleado su Yamaha CS-80, uno de los primeros sintetizadores polifónicos. Con un Emulator usó el entonces novedoso sampleado, capturando el sonido de instrumentos acústicos, como percusión o arpas, para poder manipularlos desde un teclado durante las improvisaciones que realizaba mientras visualizaba las escenas. También empleó efectos de sala, añadió en «Love Theme» el saxo tenor del músico de jazz Dick Morrissey, y contó con las voces de Mary Hopkin, Don Percival y Demis Roussos, así como las del coro English Chamber Choir. El músico Peter Skellern contribuyó escribiendo la letra para la canción «One More Kiss, Dear». La película también usa «Memories of Green», ya presente en el álbum de Vangelis See You Later. Junto con las composiciones y texturas ambientales del compositor griego, la música del film incluye el tema japonés «Ogi No Mato» de Ensemble Nipponia, perteneciente al lanzamiento de Nonesuch Records Traditional Vocal and Instrumental Music, así como «Pompeii 76 A.D.», extraído del álbum Harps of the Ancient Temples de Gail Laughton. Las grabaciones tendrían lugar entre diciembre de 1981 y abril de 1982 en los Nemo Studios de Londres.

## Lanzamiento
A pesar de la buena acogida por parte del público y la crítica —sería nominada en 1983 al premio BAFTA y al Globo de Oro como mejor banda sonora— y la promesa de un álbum por parte de Polydor Records al final de los créditos, el lanzamiento de la grabación original se retrasó durante más de una década debido a la negación de Vangelis por los desencuentros con Scott, según la productora Katherine Haber. En 1982 se publicó un primer lanzamiento, aunque no se trataba de la música real del film sino de una adaptación orquestal interpretada por la New American Orchestra. Algunos temas originales de la película saldrían por primera vez en 1989 en el recopilatorio Themes, pero no sería hasta la presentación del Director's Cut de 1992 cuando una gran cantidad de música del film empezará a lanzarse comercialmente. Los retrasos y las escasas reproducciones generaron una cantidad importante de bootlegs durante años.
Finalmente, la banda sonora original de Blade Runner se lanzó oficialmente en junio de 1994, 12 años después del estreno de la película. El mismo Vangelis escribió unas líneas con motivo del lanzamiento, las cuales se incluyen en el libreto del CD:
«La mayoría de la música contenida en este álbum proviene de grabaciones que hice en Londres en 1982, mientras trabajaba en la banda sonora de la película "Blade Runner". Encontrándome incapaz de publicar estas grabaciones en su momento, es con gran placer que puedo hacerlo ahora. Algunas de las piezas contenidas resultarán familiares para usted de la banda sonora original de la película, mientras que otras aparecen aquí por primera vez. Mirando hacia atrás, las imágenes poderosas y evocadoras de Ridley Scott me han dejado tan estimulado como antes, y haber hecho la recopilación de esta música en la actualidad ha resultado una experiencia agradable».

- Vangelis (Atenas, abril de 1994)
Posteriormente, en 2007 tendría lugar el segundo lanzamiento oficial de la banda sonora original, un compilado con tres CD de música de Vangelis bajo el nombre de Blade Runner Trilogy. 25th Anniversary. El primer disco contiene la banda sonora de 1994, el segundo presenta temas inéditos de la película, y el tercer disco es toda la música recientemente compuesta por Vangelis e inspirada en el film.

## Lista de temas
1. "Main Titles"
2. "Blush Response"
3. "Wait for Me"
4. "Rachel's Song"
5. "Love Theme"
6. "One More Kiss, Dear" (Vangelis-Peter Skellern)
7. "Blade Runner Blues"
8. "Memories of Green"
9. "Tales of the Future"
10. "Damask Rose"
11. "Blade Runner (End Titles)"
12. "Tears in Rain"

## Personal
- Vangelis - autor, arreglador, intérprete, productor
- Mary Hopkin - invitada en track 4
- Dick Morrissey - saxo en track 5
- Don Percival - invitado en track 6
- Demis Roussos - invitado en track 9